# Eccellenza Marche 2017-2018
Il campionato italiano di calcio di Eccellenza Marche 2017-2018 è il ventisettesimo organizzato in Italia. Rappresenta il quinto livello del calcio italiano.

## Squadre partecipanti
| Club                      | Città                                           | Stagione precedente                |
| ------------------------- | ----------------------------------------------- | ---------------------------------- |
| Atletico Alma             | Bellocchi di Fano (PU)                          | 2º in Promozione gir. A            |
| Atletico Gallo Colbordolo | Colbordolo di Vallefoglia (PU)                  | 4º in Eccellenza                   |
| Barbara                   | Barbara (AN)                                    | 1º in Promozione gir. A            |
| Biagio Nazzaro            | Chiaravalle (AN)                                | 5º in Eccellenza                   |
| Camerano                  | Camerano (AN)                                   | 9º in Eccellenza                   |
| Ciabbino                  | Case di Coccia di Folignano (AP)                | 2º in Promozione gir. B, ripescato |
| Fossombrone               | Fossombrone (PU)                                | 12º in Eccellenza, ripescata       |
| Grottammare               | Grottammare (AP)                                | 15º in Eccellenza                  |
| Loreto                    | Loreto (AN)                                     | 3º in Eccellenza                   |
| Marina                    | Marina di Montemarciano (AN)                    | 10º in Eccellenza                  |
| Montegiorgio              | Montegiorgio (FM)                               | 8º in Eccellenza                   |
| Pergolese                 | Pergola (PU)                                    | 11º in Eccellenza                  |
| Porto d'Ascoli            | Porto d'Ascoli di San Benedetto del Tronto (AP) | 7º in Eccellenza                   |
| Porto Sant'Elpidio        | Porto Sant'Elpidio (FM)                         | 1º in Promozione gir. B            |
| Tolentino                 | Tolentino (MC)                                  | 6º in Eccellenza                   |
| Urbania                   | Urbania (PU)                                    | 14º in Eccellenza                  |

## Aggiornamenti
Venne confermato l'organico di 16 squadre. Nessuna formazione proveniva dalla Serie D mentre tre squadre erano state promosse dalla Promozione: al debuttante Barbara si affiancavano il Porto Sant'Elpidio che mancava dal 2007-2008 e l'Atletico Alma in cerca di rivincita dopo la sfortunata retrocessione del 2014-2015. Si resero infine necessari due ripescaggi: il primo fu quello del Fossombrone, il secondo fu riservato al Ciabbino, società al debutto nel massimo torneo regionale.
Sin dall'inizio fu il Montegiorgio a prendere il comando della graduatoria: la squadra allenata da Massimo Paci infila una serie di vittorie che le consentono di festeggiare con largo anticipo il titolo di campione d'inverno con 37 punti, otto in più dell'Atletico Gallo Colbordolo primo inseguitore. Nella seconda parte di stagione tuttavia, una flessione nei risultati della capolista consente all'Atletico Gallo di rifarsi sotto assieme al Porto d'Ascoli che scala la classifica dopo una partenza al rallentatore. Le due squadre riescono addirittura a portarsi a meno di 3 punti di distacco dalla capolista che però riesce nel finale a reagire e ottenere la storica promozione in Serie D, conquistando il punto decisivo nel match esterno con il Fossombrone. A Porto d'Ascoli e Atletico Gallo Colbordolo non rimane che scontrarsi nella finale dei playoff per accedere agli spareggi nazionali. Sul fondo della classifica è il Barbara a retrocedere direttamente. La matricola paga un pessimo rendimento esterno (unica squadra a non vincere lontano dalle mura amiche) e la rimonta finale del Loreto che aveva stazionato in ultima posizione per tutta la durata del torneo. I lauretani tuttavia retrocedono perdendo il play-out contro un Marina che a un terzo di torneo si trovava a sorpresa secondo in classifica. L'altra sfida salvezza vide la Pergolese espugnare il campo del Ciabbino.

## Classifica
|  | Pos. | Squadra                   | Pt | G  | V  | N  | P  | GF | GS | DR  |
|  | ---- | ------------------------- | -- | -- | -- | -- | -- | -- | -- | --- |
|  | 1.   | Montegiorgio              | 61 | 30 | 18 | 7  | 5  | 42 | 27 | +15 |
|  | 2.   | Porto d'Ascoli            | 57 | 30 | 17 | 6  | 7  | 53 | 28 | +25 |
|  | 3.   | Atletico Gallo Colbordolo | 55 | 30 | 16 | 7  | 7  | 40 | 30 | +10 |
|  | 4.   | Tolentino                 | 45 | 30 | 13 | 6  | 11 | 45 | 42 | +3  |
|  | 5.   | Atletico Alma             | 42 | 30 | 10 | 12 | 8  | 44 | 33 | +11 |
|  | 6.   | Fossombrone               | 42 | 30 | 10 | 12 | 8  | 43 | 46 | -3  |
|  | 7.   | Grottammare               | 39 | 30 | 9  | 12 | 9  | 35 | 37 | -2  |
|  | 8.   | Biagio Nazzaro            | 39 | 30 | 9  | 12 | 9  | 37 | 31 | +6  |
|  | 9.   | Porto Sant'Elpidio        | 38 | 30 | 9  | 11 | 10 | 24 | 29 | -5  |
|  | 10.  | Camerano                  | 37 | 30 | 9  | 10 | 11 | 22 | 32 | -10 |
|  | 11.  | Urbania                   | 37 | 30 | 8  | 13 | 9  | 29 | 26 | +3  |
|  | 12.  | Marina                    | 34 | 30 | 8  | 10 | 12 | 31 | 32 | -1  |
|  | 13.  | Ciabbino                  | 33 | 30 | 9  | 6  | 15 | 40 | 48 | -8  |
|  | 14.  | Pergolese                 | 29 | 30 | 6  | 11 | 13 | 31 | 45 | -14 |
|  | 15.  | Loreto                    | 28 | 30 | 6  | 10 | 14 | 28 | 41 | -13 |
|  | 16.  | Barbara                   | 27 | 30 | 6  | 9  | 15 | 30 | 47 | -17 |

Legenda
      Promossa in Serie D 2018-2019.
      Ammessa ai play-off nazionali.
      Retrocessa in Promozione 2018-2019 dopo i play-out.
      Retrocessa in Promozione 2018-2019.

## Risultati

### Tabellone
|                           | Atl  | AGC  | Bar  | BNa  | Cam  | Cia  | Fos  | Gro  | Lor  | Mar  | Mon  | Per  | PdA  | PSE  | Tol  | Urb  |
| ------------------------- | ---- | ---- | ---- | ---- | ---- | ---- | ---- | ---- | ---- | ---- | ---- | ---- | ---- | ---- | ---- | ---- |
| Atletico Alma             | –––– | 0-0  | 3-1  | 0-0  | 1-1  | 4-0  | 1-1  | 3-0  | 1-1  | 0-2  | 0-2  | 1-0  | 1-2  | 4-1  | 0-4  | 0-0  |
| Atletico Gallo Colbordolo | 1-2  | –––– | 2-0  | 0-4  | 2-1  | 1-0  | 3-3  | 2-3  | 1-1  | 3-1  | 1-2  | 1-0  | 1-0  | 1-0  | 1-0  | 1-1  |
| Barbara                   | 0-4  | 0-3  | –––– | 2-2  | 0-1  | 1-2  | 0-0  | 3-2  | 1-0  | 0-0  | 1-1  | 4-1  | 0-0  | 4-1  | 3-1  | 3-2  |
| Biagio Nazzaro            | 2-2  | 1-2  | 0-0  | –––– | 1-2  | 3-1  | 0-1  | 1-2  | 1-2  | 1-1  | 2-1  | 3-0  | 2-1  | 2-0  | 0-0  | 0-0  |
| Camerano                  | 1-2  | 1-0  | 1-1  | 0-0  | –––– | 2-1  | 1-1  | 1-2  | 1-0  | 1-0  | 1-2  | 2-2  | 0-0  | 1-0  | 0-1  | 1-0  |
| Ciabbino                  | 1-2  | 1-1  | 3-1  | 1-1  | 3-1  | –––– | 3-4  | 1-0  | 2-2  | 1-0  | 0-1  | 1-1  | 1-1  | 1-0  | 4-1  | 3-1  |
| Fossombrone               | 1-1  | 0-2  | 4-1  | 0-0  | 1-1  | 3-2  | –––– | 1-1  | 1-3  | 1-0  | 2-2  | 4-3  | 2-0  | 3-3  | 0-5  | 1-1  |
| Grottammare               | 3-3  | 0-1  | 2-0  | 2-1  | 1-0  | 1-0  | 2-3  | –––– | 3-1  | 0-0  | 0-1  | 1-1  | 1-1  | 1-1  | 1-2  | 0-2  |
| Loreto                    | 3-3  | 0-1  | 0-0  | 1-2  | 0-1  | 1-0  | 0-1  | 1-1  | –––– | 2-1  | 1-2  | 1-1  | 1-4  | 0-0  | 0-2  | 3-1  |
| Marina                    | 2-0  | 0-1  | 1-1  | 3-2  | 3-0  | 3-1  | 1-1  | 0-1  | 2-0  | –––– | 1-2  | 2-1  | 0-2  | 0-0  | 2-2  | 1-2  |
| Montegiorgio              | 1-0  | 2-1  | 1-0  | 2-1  | 1-0  | 6-2  | 1-0  | 1-1  | 1-1  | 0-0  | –––– | 1-0  | 1-1  | 1-0  | 2-1  | 0-4  |
| Pergolese                 | 0-0  | 1-2  | 2-1  | 0-0  | 2-0  | 0-2  | 1-0  | 1-1  | 0-0  | 2-2  | 1-0  | –––– | 0-3  | 0-1  | 3-1  | 0-0  |
| Porto d'Ascoli            | 1-0  | 3-1  | 4-1  | 3-0  | 5-0  | 0-0  | 2-1  | 3-1  | 1-0  | 1-2  | 3-2  | 5-2  | –––– | 1-0  | 3-4  | 0-2  |
| Porto Sant'Elpidio        | 1-0  | 2-2  | 1-0  | 0-2  | 0-0  | 1-0  | 2-1  | 1-1  | 3-1  | 0-0  | 1-0  | 1-1  | 1-2  | –––– | 1-0  | 0-0  |
| Tolentino                 | 0-5  | 0-0  | 1-0  | 1-2  | 0-0  | 3-2  | 4-1  | 1-1  | 3-1  | 2-1  | 0-2  | 3-4  | 1-0  | 0-2  | –––– | 1-1  |
| Urbania                   | 1-1  | 1-2  | 2-1  | 1-1  | 0-0  | 2-1  | 0-1  | 0-0  | 0-1  | 2-0  | 1-1  | 2-1  | 0-1  | 0-0  | 0-1  | –––– |

## Spareggi

### Play-off
La finale ha avuto luogo il 12 maggio 2018.

#### Finale
| Squadra 1      | Risultato | Squadra 2                 |
| -------------- | --------- | ------------------------- |
| Porto d'Ascoli | 2-0       | Atletico Gallo Colbordolo |

### Play-out
I play-out si sono disputati il 6 maggio 2018.
| Squadra 1 | Risultato | Squadra 2 |
| --------- | --------- | --------- |
| Marina    | 2-1       | Loreto    |
| Ciabbino  | 1-3       | Pergolese |